# Kaffer szövőpinty
A kaffer szövőpinty (Ploceus velatus) a madarak osztályának a verébalakúak (Passeriformes) rendjéhez, ezen belül a szövőmadárfélék (Ploceidae) családjához tartozó faj.

## Előfordulása
Afrika déli részén honos

## Alfajai
- Ploceus velatus nigrifrons
- Ploceus velatus upembae
- Ploceus velatus velatus

## Megjelenése
A madár hossza 11-14,5 centiméter. Arcrészén álarcszerű fekete foltot visel.

## Szaporodása
Nagy telepekben fészkel. A fészek fűből szőtt  építmény, mely faágon lóg.
|  |